# Roberto Boselli
Roberto Boselli (Bologna, 1º gennaio 1911 – Sierra de Javalambre, 22 settembre 1938) è stato un militare italiano, decorato di medaglia d'oro al valor militare alla memoria.

## Biografia
Nacque a Bologna il 1 gennaio 1911, figlio di Giovanni Battista e Dolores Dalla Rosa Prati. Mentre frequentava la facoltà di fisico-matematica dell'università di Bologna fu ammesso a ritardare la partenza per il servizio militare nel Regio Esercito. Nel novembre 1935 iniziò a seguire il corso per allievi ufficiali di complemento dell'arma di artiglieria presso la Scuola di Bra. Promosso sottotenente nel maggio 1936 venne destinato a prestare servizio presso il 16º Reggimento artiglieria della Divisione fanteria. Trattenuto in servizio attivo fu inviato a combattere nella guerra di Spagna, sbarcando a Cadice nel gennaio 1937. Passato effettivo alla batteria cannoni da 65/17 del V Gruppo CC.NN. (Camicie Nere) della 1ª Divisione CC.NN. "23 marzo", otteneva l'avanzamento straordinario per meriti eccezionali al grado di sottotenente con anzianità 1934. Si distinse subito durante le operazioni belliche venendo decorato con una croce di guerra al valor militare nell'agosto 1937, una prima medaglia di bronzo al valor militare a Mundejes nell'aprile 1938, e una seconda medaglia di bronzo nel luglio dello stesso anno. Cadde in combattimento a Sierra de Javalambre, 22 settembre 1938, venendo decorato con la medaglia d'oro al valor militare alla memoria.

### Fonti
1. 1 2 3 4 5 6 7 8  Combattenti Liberazione.
2. 1 2  Gruppo Medaglie d'Oro al Valor Militare 1965, p. 9.
3. ↑  Medaglie d'oro al valor militare sul sito della Presidenza della Repubblica
4. ↑  Registrato alla Corte dei conti del 10 dicembre 1940,  registro 45 Guerra, foglio 463.
5. ↑  Registrato alla Corte dei Conti addì 4 maggio 1939, registro n.17, foglio 323.